# Hundehalteverordnung
Die Ordnungsbehördliche Verordnung über das Halten und Führen von Hunden, kurz Hundehalteverordnung – HundehV, wurde am 24. Juni 2024 (GVBl. II Nr. 42) vom Ministerium des Innern des Landes Brandenburg erlassen. Sie ersetzte zum 1. Juli 2024 die Hundehalterverordnung vom 16. Juni 2004 (GVBl. II S. 458), zuletzt geändert durch Artikel 87 des Gesetzes vom 5. März 2024 (GVBl. I Nr. 9, S. 34). Grundlage der Verordnung ist § 25a Abs. 4 und 5 des Ordnungsbehördengesetzes. Dieser wurde durch das Dritte Gesetz zur Änderung des Ordnungsbehördengesetzes vom 20. April 2004 eingefügt.

## Anwendungsbereich
Die Verordnung gilt nicht für Diensthunde von Behörden, des Katastrophenschutzes und des Rettungsdienstes. Für Jagd-, Herdengebrauchs- und -schutzhunde, soweit diese im Rahmen ihrer jeweiligen Zweckbestimmung eingesetzt werden, bestehen lediglich Kennzeichnungs- und Anzeigepflichten. Gleiches gilt für Blindenführ- und Behindertenbegleit- sowie Assistenzhunde, deren Verwendungszweck der örtlichen Ordnungsbehörde nachgewiesen worden ist (§ 14).

## Systematik
Die Verordnung macht in den §§ 1–4 allgemeine Vorgaben über das Halten von Hunden, die für alle Hundehalter gelten. Die §§ 5–13 befassen sich mit der Haltung und der Zucht von gefährlichen Hunden.

## Allgemeine Vorschriften über die Hundehaltung
Das  Halten eines Hundes muss der Ordnungsbehörde unverzüglich angezeigt werden. Ein Hund, der älter als acht Wochen ist, ist mit einem Mikrochip-Transponder zu kennzeichnen (§ 2).
§ 1 der Verordnung schreibt vor, dass der Halter dafür zu sorgen hat, dass ein Hund sich nicht unbeaufsichtigt außerhalb des befriedeten Besitztums aufhält. Grundstücke müssen dementsprechend so gesichert werden, dass Hunde nicht entweichen können. Der Halter muss zudem die Gewähr bieten, dass außerhalb des befriedeten Besitztums Menschen, Tiere oder Sachen durch einen Hund nicht gefährdet werden. Verunreinigen auf öffentlichen Straßen sind unverzüglich und schadlos zu entfernen und ordnungsgemäß zu entsorgen.
Unter bestimmten Bedingungen, die in § 3 Abs. 1 der Verordnung geregelt sind, muss ein Hund an einer reißfesten Leine geführt werden, die ein ständiges sicheres Einwirken auf das Tier ermöglicht. § 3 Abs. 3 HundehV schreibt in Verwaltungsgebäuden und öffentlichen Verkehrsmitteln das Tragen eines Maulkorbs vor. Auf Kinderspielplätze und  gekennzeichnete Liegewiesen sowie in Badeanstalten dürfen Hunde nicht mitgenommen werden (§ 4).

## Regelungen für gefährliche Hunde
§ 5 der Verordnung bestimmt, welche Hunde als gefährlich gelten. Insbesondere ist dies nach Abs. 1 Nr. 2 der Fall, wenn Menschen oder Tiere ohne Provokation oder andere Hunde trotz Unterwerfungsgestik gebissen worden sind. Die Feststellung der Gefährlichkeit erfolgt durch einen Verwaltungsakt der örtlichen Ordnungsbehörde (Abs. 2).
Nach § 6 Abs. 1 und 2 HundehV bedarf das Halten eines gefährlichen Hundes der Erlaubnis der örtlichen Ordnungsbehörde. Diese ist unverzüglich nach der Feststellung der Gefährlichkeit des Hundes zu beantragen, anderenfalls ist die Hundehaltung spätestens nach drei Monaten aufzugeben.
Die Voraussetzungen für die Erteilung der Erlaubnis sind in § 6 Abs. 3 HundehV geregelt. Dabei ist u. a. ein Sachkundenachweis (§ 7), die persönliche Zuverlässigkeit (§ 8), sowie ein berechtigtes Interesse am Halten eines gefährlichen Hundes erforderlich. Der Sachkundenachweis wird in der Regel durch die erfolgreiche Ablegung einer theoretischen und praktischen Prüfung mit dem eigenen Hund erbracht (§ 7 Abs. 1 Satz 2).
§ 10 der Verordnung ermöglicht es dem Halter frühestens zwei Jahre nach der Erteilung der Erlaubnis durch eine Wesensprüfung nachzuweisen, dass der Hund nicht mehr gefährlich ist; die örtliche Ordnungsbehörde entscheidet wiederum durch einen feststellenden Verwaltungsakt.
Wird die Erlaubnis nicht unverzüglich beantragt oder kann sie nicht erteilt werden, darf die örtliche Ordnungsbehörde das Halten des gefährlichen Hundes untersagen (§ 11).
Für gefährliche Hunde gilt gemäß § 9 Abs. 2 HundehV überall außerhalb des eingefriedeten Besitztums Leinenpflicht und Maulkorbzwang. Die Zucht und das gewerbliche Inverkehrbringen gefährlicher Hunde ist nach § 13 der Verordnung grundsätzlich verboten.

## Besuchshunde
Halter und Halterinnen von Hunden, die außerhalb des Landes Brandenburg gehalten werden, aber sich bis zu einem Monat dort aufhalten, sind von der Anzeige- und Kennzeichnungspflicht befreit; gefährliche Hunde bedürfen keiner Erlaubnis (§ 15 Abs. 2 HundehV).

## Änderungen gegenüber der Hundhalterverordnung von 2004
Die wesentliche Änderung ist, dass nunmehr für alle Hunde eine Anzeige- und Kennzeichnungspflicht besteht und diese sich nicht mehr auf große Hunde mit einer Widerristhöhe von mindestens 40 Zentimetern oder einem Gewicht von mindestens 20 Kilogramm beschränkt (so § 6 HundehV 2004). Die Feststellung der Gefährlichkeit eines Hundes erfolgt nicht mehr auch auf Grund sog. Rasselisten (§ 8 Abs. 2 und 3 HundehV 2004), sondern allein wegen des Verhaltens des Hundes. Die Übergangsregelung in § 17 HundehV der ab 1. Juli 2024 geltenden Fassung sieht vor, dass Hunde, die ausschließlich aufgrund ihrer Rasse als gefährlich galten, nunmehr nicht mehr als gefährlich anzusehen sind.